# لی پینگ (بازیکن تنیس روی میز)
لی پینگ (انگلیسی: Li Ping؛ زادهٔ ) یک بازیکن تنیس روی میز اهل جمهوری خلق چین است.
وی در مسابقات کشوری و بین‌المللی در مجموع برنده ۱ مدال طلا شده‌است.